# Otocrania imbe
Otocrania imbe är en insektsart som beskrevs av Salvador de Toledo Piza Júnior 1939. Otocrania imbe ingår i släktet Otocrania och familjen Phasmatidae. Inga underarter finns listade i Catalogue of Life.